# Union Sportive du Foyer de la Régie Abidjan-Niger
L'Union Sportive du Foyer de la Régie Abidjan-Niger (USFRAN) és un club de futbol burkinès de la ciutat de Bobo Dioulasso. Juga els seus partits a l'Stade Wobi Bobo-Dioulasso.
Els colors del club són el taronja, blanc i vermell. Es va fundar el 1959, reanomenat USCB el 1989 i retornant al nom original el 1998.

## Palmarès
- Lliga burkinesa de futbol: [1]
  - 1963, 1964, 1968
- Copa burkinesa de futbol: [2]
  - 1966, 1967, 1969, 1971, 1974